# Matthew Festing
Matthew Festing   (Northumberland, 30 de novembre de 1949 - La Valletta, 12 de novembre de 2021), OBE, era Gran Mestre de l'Orde Sobirana i Militar de Malta del 2008 fins que, convidat pel papa Francesc, el 24 de gener 2017 va demetre.
Es va educar a l'abadia benedictina d'Ampleforthy al St John's College de Cambridge. Va passar la seva infantesa a Malta i a Singapur amb el seu pare, que era militar. Fou membre de l'exèrcit britànic i fou oficial de l'Imperi Britànic nomenat per la reina Isabel II del Regne Unit. Era el primer prior anglès de l'orde des del restabliment del Priorat d'Anglaterra el 1993. Va dirigir missions humanitàries al Líban i Kosovo. Va dirigir la secció anglesa de l'orde en la peregrinació anual a Lorda.
El febrer de 2008 va succeir el Mestre fra Andrew Bertie.